# Gsaritzer Almbach
Der Gsaritzer Almbach ist ein Bach in der Gemeinde St. Veit in Defereggen (Bezirk Lienz). Der Bach entspringt nördlich des Gsaritzer Törls in den Villgratner Bergen und mündet gegenüber der Ortschaft  Zotten in die Schwarzach.

## Verlauf
Der Gsaritzer Almbach entspringt im Talschluss zwischen der Karnase im Südwesten und dem Gsaritzer Törl im Süden. Zudem speist er sich aus weiteren Quellbächen, die zwischen Gsaritzer Törl, der Hochwand im Südosten und der Beilspitze im Nordosten entspringen. Nach Vereinigung der Quellbäche strebt der Gsaritzer Almbach nach Norden, wo er in 1800 Metern Seehöhe die Almflächen der Gsaritzer Alm passiert. Unterhalb der Gsaritzeralm stützt der Gsaritzer Almbach eine Waldschlucht hinab, passiert einen Wasserfall und tritt danach ins Defereggental ein. Hier mündet er gegenüber der Ortschaft Zotten bzw. westlich von Görtschach in die Schwarzach.